# Wissal Harkas
Wissal Harkas (* 21. Juli 2005) ist eine algerische Leichtathletin, die im Weit- und Dreisprung an den Start ging.

## Sportliche Laufbahn
Erste internationale Erfahrungen sammelte Wissal Harkas im Jahr 2021, als sie bei den Arabischen U18-Meisterschaften in Radès in 14,87 s die Goldmedaille im 100-Meter-Hürdenlauf gewann und sich im Hochsprung mit 1,55 m die Silbermedaille sicherte. Im Jahr darauf siegte sie bei den Arabischen Meisterschaften ebendort mit 12,50 m im Dreisprung und belegte anschließend bei den Mittelmeerspielen in Oran mit 13,02 m den achten Platz. Daraufhin erreichte sie bei den U20-Weltmeisterschaften in Cali das Finale und platzierte sich dort mit 12,72 m auf dem neunten Platz. 2023 gewann sie bei den U20-Afrikameisterschaften in Ndola mit 5,70 m die Silbermedaille im Weitsprung und sicherte sich im Dreisprung mit 12,53 m die Bronzemedaille. Anschließend gewann sie bei den Panarabischen Spielen in Algier mit 12,86 m die Silbermedaille im Dreisprung hinter der Ägypterin Esraa Owis und belegte im Weitsprung mit 5,75 m den vierten Platz. Zudem gewann sie bei den Arabischen U23-Meisterschaften in Radès mit 13,14 m die Goldmedaille im Dreisprung und gewann im Weitsprung mit 5,79 m die Silbermedaille. Im Jahr darauf siegte sie mit 5,81 m im Weitsprung bei den Arabischen U20-Meisterschaften in Ismailia und brachte dort im Dreisprung keinen gültigen Versuch zustande. 2025 gewann sie bei den Arabischen Meisterschaften in Oran mit 5,65 m und 12,79 m jeweils die Silbermedaille im Weit- und Dreisprung hinter der Ägypterin Esraa Owis. 
2024 wurde Harkas algerische Meisterin im Weit- und Dreisprung.

## Persönliche Bestleistungen
- Weitsprung: 5,81 m (+1,5 m/s), 8. Mai 2024 in Ismailia
- Dreisprung: 13,14 m (+0,4 m/s), 24. Mai 2023 in Radès